# Талмиџ (Небраска)
Талмиџ (енгл. Talmage) град је у америчкој савезној држави Небраска.

## Демографија
По попису из 2010. године број становника је 233, што је 35 (-13,1%) становника мање него 2000. године.
| Група             | 2000.       | 2010.       |
| Белци             | 260 (97,0%) | 209 (89,7%) |
| Афроамериканци    | 8 (3,0%)    | 3 (1,3%)    |
| Азијати           | 0 (0,0%)    | 0 (0,0%)    |
| Хиспаноамериканци | 0 (0,0%)    | 17 (7,3%)   |
| Укупно            | 268         | 233         |